# Anchotatus ecuadoricus
Anchotatus ecuadoricus is een rechtvleugelig insect uit de familie Proscopiidae. De wetenschappelijke naam van deze soort is voor het eerst geldig gepubliceerd in 1924 door Hebard.